# Kaasgrabenkirche

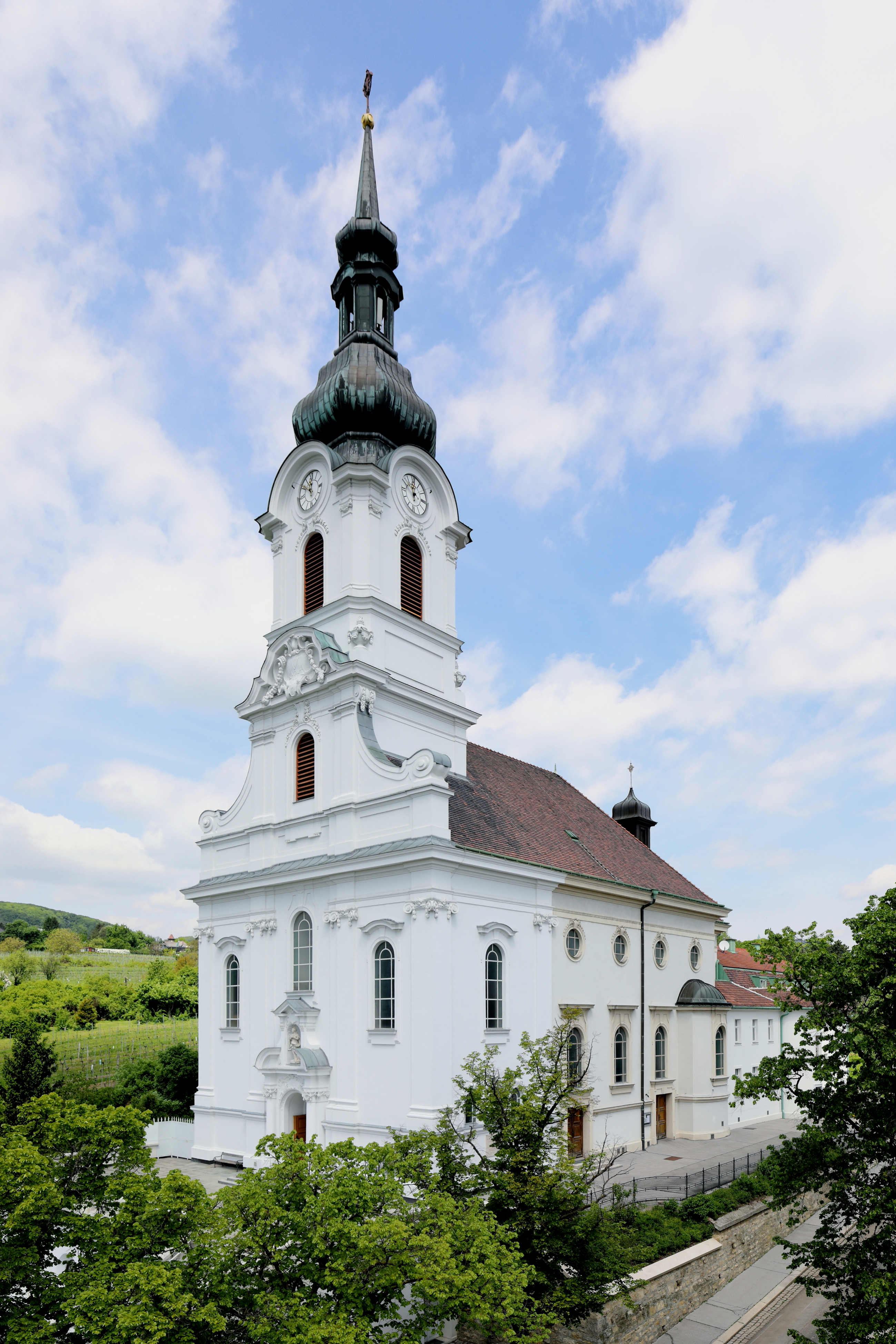
Kaasgrabenkirche, vista des del sud

La Kaasgrabenkirche (oficialment Wallfahrtskirche Maria Schmerzen) és una església catòlica romana i de pelegrinatge al barri de Grinzing, al dinovè districte de la ciutat de Viena. L'església ha estat dirigida per l'orde de les Oblates de Sant Francesc de Sales i des del 1939 que és església parroquial. Des del 1985 és també la seu del Provincialat d'Àustria-Alemanya del Sud d'aquesta comunitat religiosa.
El nom Kaasgrabenkirche es remunta probablement al que rebien les aigües de la vora, les quals, riques en ferro i sofre, llurs olor i color ressemblaven el sèrum de la llet. L'any 1280 apareix escrit per primer cop el nom Chezwazzeresgraben, i el 1331, Cheswassergraben.

## Història
Hi ha una llegenda que envolta la Kaasgrabenkirche, segons la qual, durant el segon setge turc de Viena l'any 1683, una dona jove i el seu fill es van amagar dels soldats otomans darrere d'un arbust de saüc. Es diu que quan els otomans van veure que a sobre de l'arbust hi havia un grup d'orenetes, varen creure que no s'hi amagava ningú i van girar cua. Més tard, la dona dedicaria als ocells una efígie de la Mare de Déu, que anomenaria "de les orenetes" (Schwalbenmuttergottes en alemany).
L'any 1883, amb el 200 aniversari de la victòria del segon setge de la ciutat de Viena, el propietari dels terrenys, Kothbauer, va fer edificar una petita capella. El 1903, la direcció de les misses va ser cedida a les Oblates de Sant Francesc de Sales.
El 1909, Stefan Esders, l'operador dels grans magatzems vienesos Zur großen Fabrik, va comprar la propietat i va fer enderrocar la capella per a construir-hi una església de pelegrinatge, la qual va ser completada el 1910 pels arquitectes Gustav Orglmeister i Frany Kupka. El 30 d'abril del mateix any, l'església va ser consagrada pel bisbe auxiliar Godfried Marschall El 26. La pedra angular es va posar el 19 d'abril de 1909, i aproximadament un any després, el 30 d'abril, L'abril de 1910, el bisbe auxiliar Godfried Marschall va consagrar l'església.

## Estructura
L'església va ser construïda en estil neobarroc pels arquitectes vienesos Franz Kupka i Gustav Orglmeister. Les escales en forma de ferradura tenen a l'interior relleus de pedra que mostren un via crucis dels escultors Franz Abel i Paul Paintl.
A l'esquerra de l'entrada hi ha el retrat de Stefan Esders. L'interior de l'església és lluminós, l'altar major té una figura barroca de la Mare de Déu, el retaule de darrere mostra àngels adorant Maria en una representació de Rudolf Fuchs. A la dreta i a l'esquerra de l'altar hi ha estàtues de Sant Francesc de Sales i de Sant Bernat de Claravall respectivament. També hi ha una estàtua del rei Lluís IX de França sobre l'entrada de la sagristia i just davant, una de l'emperador del Sacre Imperi Romanogermànic, Enric II.
A més del mobiliari original, també hi ha una capella moderna dedicada a la memòria dels sueus del Danubi que van ser expulsats de Iugoslàvia i Hongria. També hi ha una placa commemorativa a l'església del catòlic Hans Karl von Zessner-Spitzenberg, que va ser detingut l'any 1938 i va morir pocs mesos després al camp de concentració de Dachau.
Stefan Esders va ser enterrat, sota una tomba de marbre, a la cripta dissenyada per Hans Schwathe. Tant la tomba com els exvots de la cripta van ser destruïts en un bombardeig el 12 de març de 1945.
El monestir annex a l'església va servir d'escola teològica i museu de la congregació fins que va ser destruït el 1945.

## Orgue

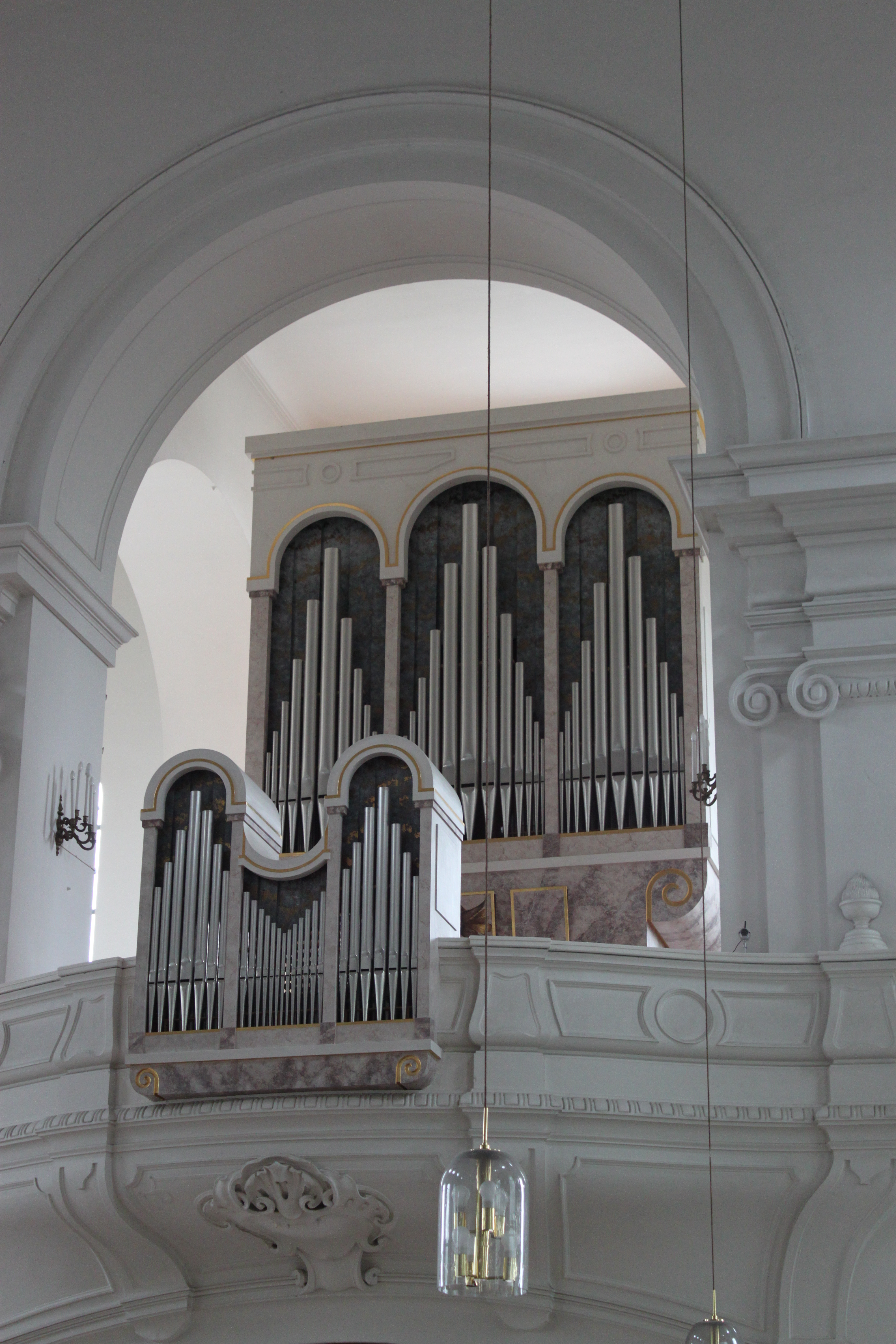
Orgue Gerhard Hradetzky (1995)

El primer orgue provenia de la companyia de construcció d'orgues "Cäcilia" i es va instal·lar breument a la catedral de Salzburg. A la Kaasgrabenkirche es va inaugurar el 28 de setembre de 1924 pel prelat Dr. Pawlikowski; l'instrument va ser tocat per Vinzenz Goller.
El nou orgue va ser construït l'any 1995 per l'orguener Gerhard Hradetzky. Amb 28 registres (des del 2003, data fins a la qual només en tenia 24) i dos teclats amb pedals, és l'orgue més gros de tot el districte de Döbling.